# Rouslan Otvertchenko
Rouslan Iouriïovytch Otvertchenko (en ukrainien : Руслан Юрійович Отверченко ; en russe : Руслан Юрьевич Отверченко, Rouslan Iourievitch Otvertchenko), né le 6 janvier 1990 à Oulan-Bator en Mongolie et mort des suites d'un problème cardiaque le 15 janvier 2023 à Kiev (Ukraine), est un joueur de basket-ball ukrainien. Il évoluait au poste d'arrière.

## Palmarès
- Champion d'Ukraine 2017